# Parakou
Parakou je grad u Beninu. Nalazi se u središnjem dijelu zemlje, 60 km zapadno od granice s Nigerijom. Glavni je grad departmana Borgou. Željeznica ga povezuje s Cotonouom. Grad je važno trgovačko središte, ne samo Benina. Ostale djelatnosti uključuju proizvodnju pamuka, kikirikija i piva.
Papa Ivan Pavao II. posjetio je grad 4. veljače 1993. i održao misu na gradskom stadionu.
Prema popisu iz 2002. godine, Parakou je imao 149.819 stanovnika.

## Vanjske poveznice

### Ostali projekti
|  | Zajednički poslužitelj ima još gradiva o temi Parakou |